# Bitva u Malešova
Bitva u Malešova se odehrála 7. června 1424 v blíže neurčené lokalitě poblíž tvrze Malešov, vzdálené přibližně 6 kilometrů od Kutné Hory. Oddíly východočeského husitského svazu pod velením slepého hejtmana Jana Žižky z Trocnova zde porazily vojsko svatohavelské koalice, jehož přítomnými členy byli zejména příslušníci pražského svazu a vojáci katolického landfrýdu. Pro Žižku bylo vítězství vrcholem jeho vojevůdcovské kariéry, pražanům porážka vynesla další ztenčení jejich mocenské základny. Utrpěné ztráty na lidských životech řadí malešovské střetnutí k nejkrvavějším bitvám celých husitských válek.

## Předehra

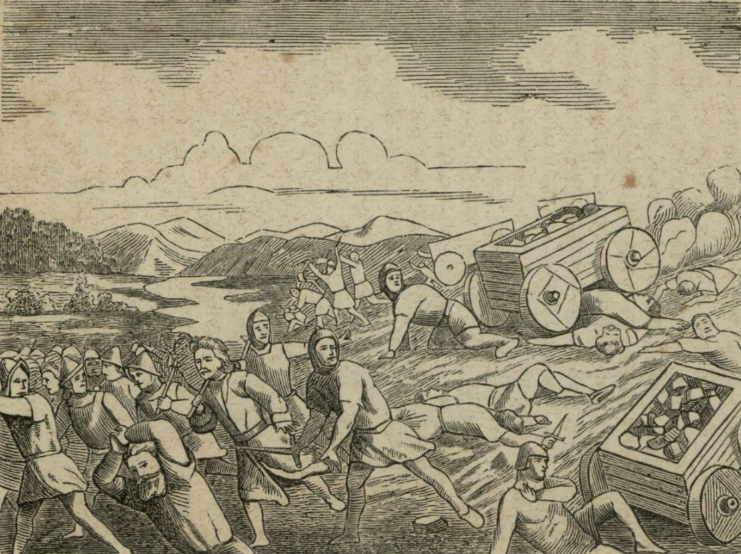
Bitva u Malešova (Prostonárodní obrázky z dějin národu českoslovanského, 1864)

V červenci roku 1423 táborský hejtman Jan Žižka ovládl Hradec Králové, který byl součástí městského svazu pražanů. Pro tuto akci využil nepřítomnosti pražského vojska, jež se toho času nacházelo na Moravě. Po jeho urychleném návratu z markrabství se vojáci obou husitských frakcí utkali v bitvě u Strachova dvora (4. srpna), v níž dosáhly triumfu Žižkovy oddíly. Slepý hejtman posléze začal formovat nový vojenský svaz, který se opíral o čtyři města (mimo Hradce Králové také Jaroměř, Dvůr Králové a Čáslav) a nevelké stálé polní vojsko. V polovině října téhož roku zástupci české metropole svolali do Prahy příslušníky umírněné kališnické a katolické šlechty k tzv. svatohavelskému sněmu. Přestože usnesení přijaté na tomto rokování nikoho nejmenuje, je patrné, že bylo namířeno zejména proti Žižkovi. Ten se mezitím dál věnoval boji s vnitřním nepřítelem a počátkem roku 1424 porazil vojsko vedené Půtou z Častolovic a Janem Městeckým z Opočna v bitvě u Skalice. Po 5. březnu odtáhl na Jičínsko a Bydžovsko a počátkem května zorganizoval velkou výpravu na Plzeňsko. 17. května proti němu vyrazili příslušníci i spojenci plzeňského landfrýdu, a přestože slepý hejtman údajně disponoval 500 jezdci, 7000 pěšími a 300 vozy, vyhnul se otevřené bitvě a ustoupil do Žatce. 

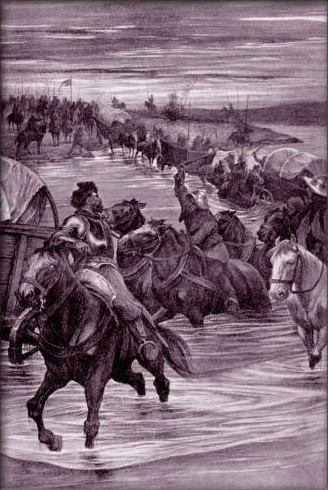
Věnceslav Černý: Žižkův ústup od Kostelce nad Labem

O další Žižkově aktivitě soudobé prameny mlčí. Zmiňují jej až ke konci května, v době, kdy proti němu vytáhla část členů svatohavelské koalice. Jelikož se právě nacházel na levém břehu Labe, ustoupil před silnějším protivníkem do Kostelce, kde byl vzápětí ze tří stran obklíčen, přičemž mu jedinou ústupovou cestu blokovala řeka. Obležení trvalo snad několik dní, než jej ze svízelného postavení přes vodní tok vyprostil pan Hynek Boček z Poděbrad. Žižka před pražany a jejich spojenci ustupoval po pravém břehu Labe, ti jej pak pronásledovali po břehu levém. Avšak netrvalo dlouho a podařilo se jim přemostit na Žižkovu stranu řeky. Jeho náskok byl minimální, a tak se Hynek z Poděbrad pokusil protivníky zdržet vyjednáváním (6. června). Žižka mezitím opět překročil řeku s úmyslem dostat se k Čáslavi a nepatrně se nepříteli vzdálil. Jakmile pražané zjistili, že rokování je pouze zdržovací taktika radikálů, Hynka z Poděbrad zajali a pokračovali ve stíhání. Dalšího dne slepý hejtman pochopil, že Čáslavi se mu bez boje dosáhnout nepodaří. Protivník se přibližoval na dotek, a tak si po poradě s Janem Hvězdou z Vícemilic zvolil vhodné postavení k obraně poblíž tvrze v Malešově.

## Bitva

### Zprávy současníků
Podle dochovaných pramenů nelze přesně doložit, kde v okolí Malešova se bitva odehrála, nicméně o jejím průběhu zevrubněji hovoří hned dvě literární práce. Jednou z nich je rukopis M Starých letopisů českých pocházející z 15. – 16. století, druhou pak starší text Historie české od italského humanisty Enea Silvia, pozdějšího papeže Pia II. Staré letopisy líčí bitvu následovně:
| „                             | Žižka pak táhl k Malešovu poblíž Kutné Hory a Pražané stále šli za ním, když se spojili s některými pány a chtěli ho porazit. Žižka před nimi urychleně ustupoval, aby si někde našel příhodné místo k boji. Uchýlil se se svými vozy na jeden kopec, tam se opevnil a čekal na Pražany, kteří ho pronásledovali a říkali, že už před nimi utíká. Ani nečekali, až se shromáždí všichni, a táhli přes to údolí, kde na ně Žižka čekal. Žižka se připravil k boji a postupoval takto: vozy srazil k sobě a seřadil houfy; nejprve jezdce, pak i pěší. Potom vybral několik pícních vozů a přikázal je naplnit kamením, a ty postavil doprostřed houfu mezi jezdce tak, aby je nepřátelé nezpozorovali. Pak pustil polovinu Pražanů přes to údolí a poslal na ně své jezdce. Pěší uprostřed mezi jezdci tlačil ty vozy. A když už se k nim přiblížili, přikázal pustit na ně shora ty vozy a tak jejich šiky úplně rozbil. Potom dal na ně střílet z děl a svým lidem přikázal, aby na ně udeřili. Pražané, když jim jejich šiky nebyly nic platné, se obrátili na útěk a cestou strhávali s sebou ty, kteří thli za nimi a tak utíkali všichni. | “ |
| — Ze starých letopisů českých | |   |

Zpravodaj dále konstatuje, že v bitvě padlo na 1400 lidí; mezi jinými zde měli zahynout rytíř pan Petr Turkovec, který nesl pražskou korouhev, pan Ondřej z Dubé, Žižkův zeť, pan Čeněk, syn pana Vikeře z Myšlína, rytíř pan Hlas z Kamenice a mnoho dalších rytířů. Tato verze střetnutí však není historiky přijímána zcela jednoznačně. Jednak byla pořízena s velkým časovým odstupem a dále existuje velmi reálná hypotéza, že letopisec byl sice seznámen s událostmi husitských válek, ale jeho detailní zápisy jsou nejspíš vybájené, neboť mají příchuť románového výmyslu, který má vítězství slepého vojevůdce zveličit. Díky těmto skutečnostem se mnohým odborníkům přijatelněji jeví zápis Enea Silvia, který své poznatky získával od přímých účastníků husitských válek: 

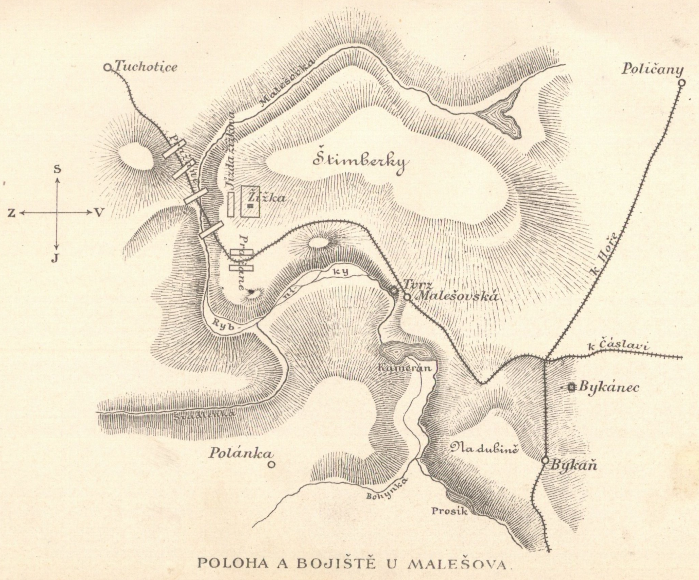
Plán bojiště u Malešova

| „                         | Konečně přišli až ke Kutné hoře, kde Žižka vtáhl do údolí, protože o něm věděl, že jest soutěskou, v níž nepřátelé naprosto nemohou rozvinout své šiky, a poručil korouhevníkovi stanouti. Potom povzbudiv své spolubojovníky dle okolností, připravil se k bitvě. Svedena byla krutá bitva, vítězný Žižka pobil 3000 Pražanů, ostatní obrátil na útěk. | “ |
| — Enea Silvio Piccolomini | |   |

 S tímto textem, který dosvědčuje boj v údolí, koresponduje i zápis v tzv. Vratislavském rukopisu:
| „                      | Žižka pak jel na Malešov poblíž Hory a pražané vždy táhli po něm. A když pražané v jedno údolí vnikli, i tehda Žižka s svými, obrátiv se na ně, porazil je. Jakž obecně lidé praví, že čtrnáct set lidu tu zabito, vozy a pušky pobral a množstvie veliké měšťan z Prahy zamordováno. Tu jest také drahně sešlo lidu rytířského ... tak až to v přísloví vešlo bylo: Item zesrali se Pražané u Malešova žitem, neb všichni pražané biechu na znamenie žitem pásáni. | “ |
| — Vratislavský rukopis | |   |

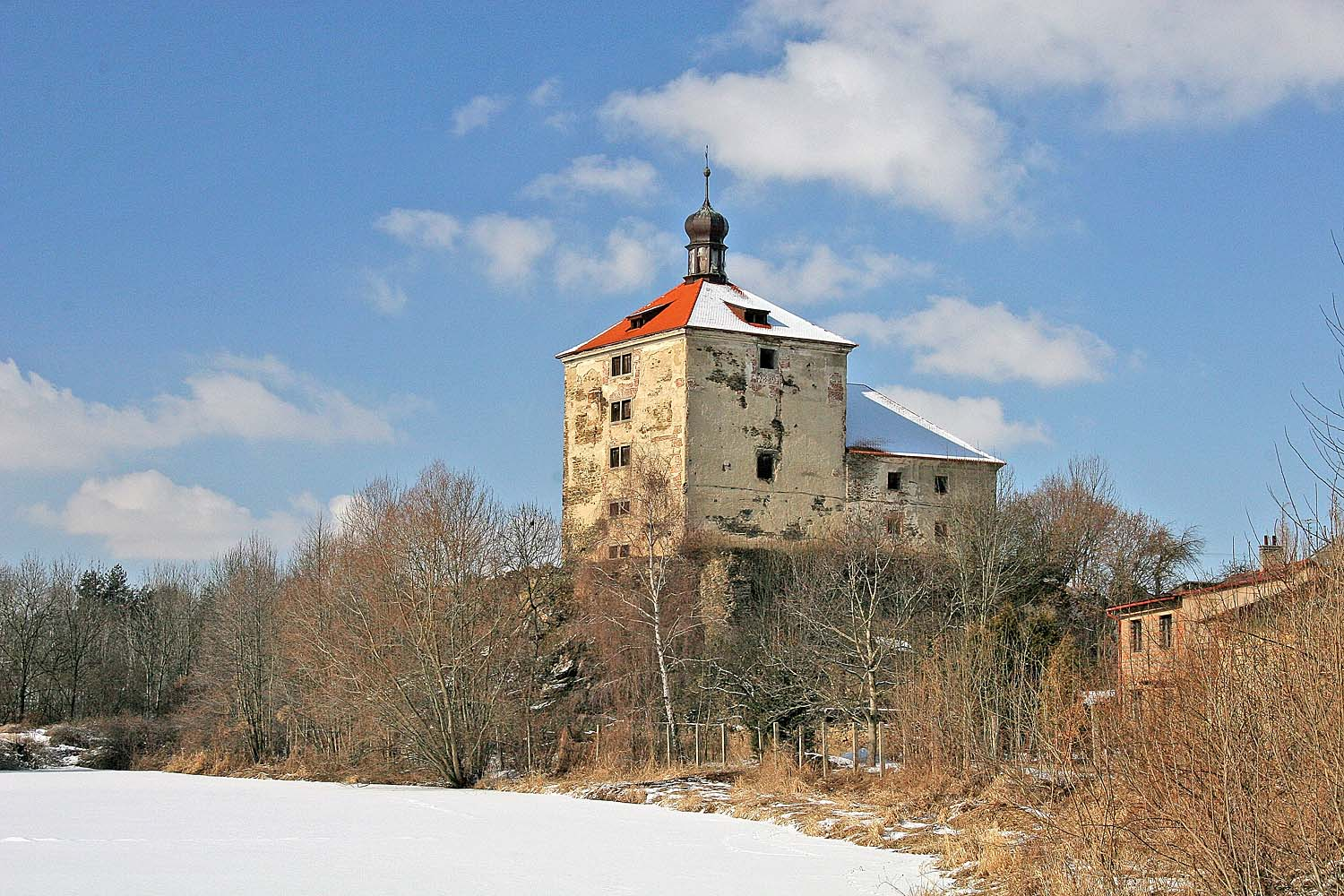
Malešovská tvrz, dominanta, v jejímž okolí se bitva odehrála

Další relace o bitvě u Malešova pochází kupříkladu z pera autora Kroniky velmi pěkné o Janu Žižkovi a z Kroniky katolického vojáka Bartoška z Drahonic. Oba prameny jsou obecně přijímány jako důvěryhodné zdroje informací.
| „                     | Léta Páně 1424 porazil v boji Žižka se svými lidmi, s Janem Bzdinkou a jejich spolčenci pražany a odňal jim mnoho vozů s děly; padlo tři sta pražských hospodářů a více; a stalo se to ve čtvrtek před sv. Vítem na slabiku Jul–pri–mi u tvrze Malešova za Kutnou Horou; a říkali pravdomluvní lidé, že tam na místě padlo čtrnáct set lidí z obou stran, mezi nimiž byli zabiti na straně pražanů stateční rytíři Turkovec, který držel v ruce pražskou korouhev, pan Hlas, mladý Vikeř, Hlaváč z Deštnice a dále tři sta dvacet šest pražských hospodářů mimo cizince a pražské řemeslníky. | “ |
| — Bartošek z Drahonic | |   |

| „                                    | Potom měli pražané spor se Žižkou. Když pak Žižka přitáhl do Kostelce nad Labem, tehdy vytáhli pražané s velikou silou proti němu, a on vida to množství proti sobě, odtáhl před nimi a pražané za ním. A když byli blízko Malešova, tehdy se Žižka proti nim obrátil a bojoval s nim a porazil je. A po tom boji bylo v Praze i jinde mnoho vdov a sirotků. | “ |
| — Kronika velmi pěkná o Janu Žižkovi | |   |

### Pravděpodobný průběh
Vzhledem k útržkovitým informacím si lze o bitvě u Malešova učinit jen nejasnou představu, nicméně z výše citovaných záznamů je zřejmé, že Žižkovým základním taktickým záměrem bylo eliminovat výhodu, kterou nepřátelům poskytovala početní převaha. K tomuto účelu jako několikrát v předchozích bitvách, využil předností krajiny v níž se nacházel. Aby nepřítel nemohl plně rozvinout bitevní šik, vozovou hradbou patrně přehradil vhodné údolí v malešovské lokalitě. Posléze pravděpodobně nečekaně odrazil čelo atakující, potažmo pochodující, protivníkovy sestavy, která byla kvůli rychlému postupu a terénu značně roztažená. Vzápětí podnikl zdařilý jezdecký protiútok, do něhož se postupně zapojovala i pěchota. Reálně lze předpokládat, že první prchající vnesli zmatek do zadních řad vojska, kde se začala šířit panika. Vzrůstající tlak orebitů pak pražany a jejich spojence definitivně obrátil na útěk.

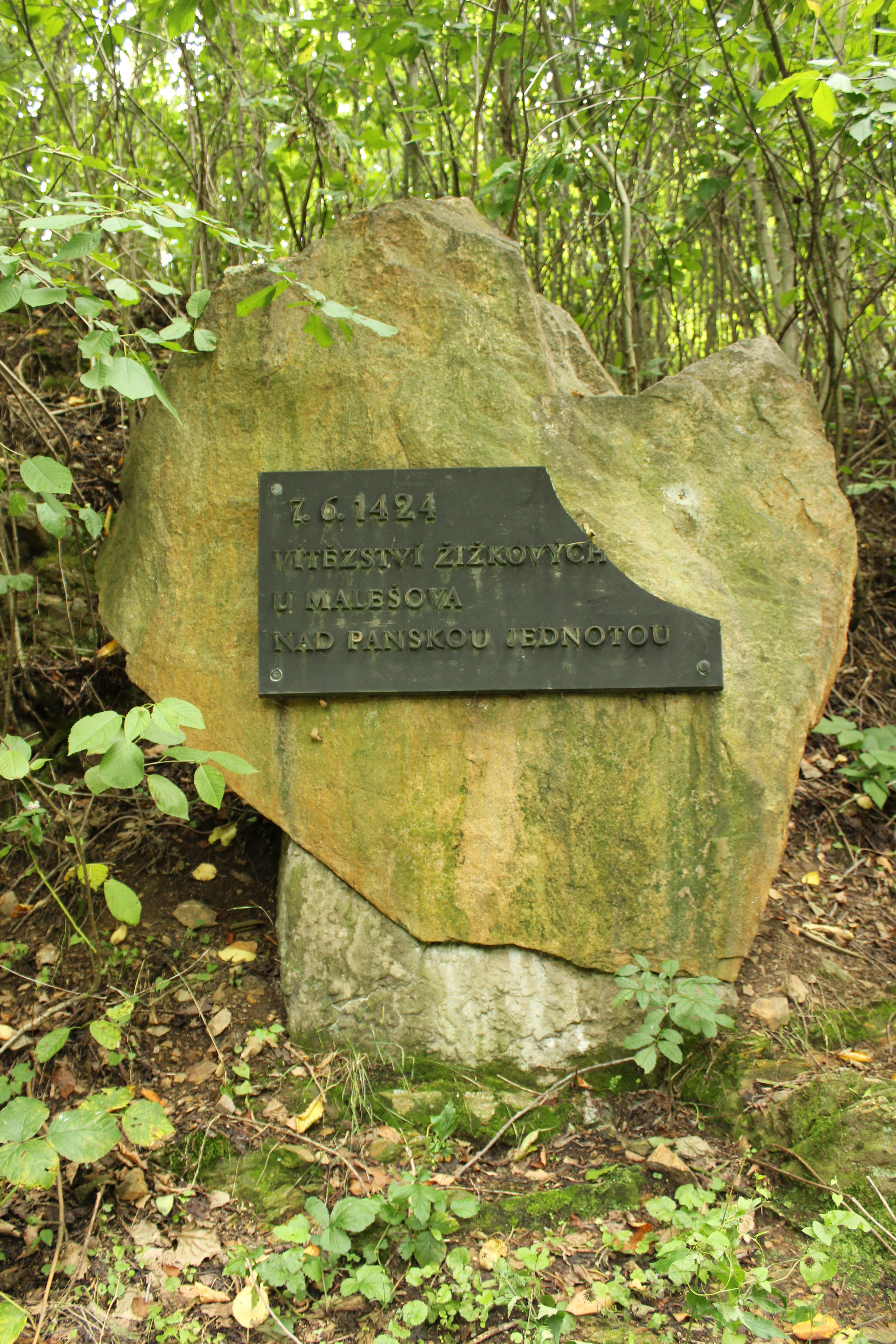
Žižkovo vítězství u Malešova připomíná tento poškozený pamětní kámen, jenž se nachází jižně od městyse, v těsné blízkosti rybníka Prosík

## Důsledky
V následujících měsících Žižka proměnil taktické vítězství i ve vítězství strategické. Druhého dne ovládl Kutnou Horu, kde vypálil některé domy a popravil několik desítek obyvatel, načež se mu poddala další tři města pražského svazu (Kouřim, Český Brod a Nymburk). Posléze své vojsko obrátil na severovýchod Čech a pravděpodobně se úmyslně vyhýbal větším bojovým akcím, neboť shromažďoval síly, které v první polovině měsíce září přivedl před hradby Prahy, kde se právě nacházel kandidát na českou korunu, kníže Zikmund Korybutovič. Patrně byl rozhodnut s metropolity tvrdě zúčtovat, k další vojenské konfrontaci však nedošlo. Pražané prostřednictvím kněze Jana Rokycany požádali o smír, k jehož stvrzení došlo 14. září. Dohodou se současně zavázali zaplatit jistinu v hodnotě 14 000 kop „drobných“ grošů.